# جو وون گیو
جو وون گیو (انگلیسی: Joo Won-gyu؛ زادهٔ ۱۹۷۵) نویسنده، فیلم‌نامه‌نویس، و رمان‌نویس اهل کره جنوبی است. وی از سال ۲۰۰۱ میلادی تاکنون مشغول فعالیت بوده‌است.